# Sabotaggio olimpico
Sabotaggio olimpico è un'indagine dell'investigatore privato Pepe Carvalho, celebre personaggio creato dalla penna di Manuel Vázquez Montalbán. Il libro è la raccolta di episodi usciti sul quotidiano spagnolo El País durante le Olimpiadi di Barcellona del 1992. Situazioni paradossali, frammistione di personaggi reali e di fantasia, accentuata vena comica ricordano l'esordio letterario di Pepe Carvalho (Ho ammazzato J. F. Kennedy) piuttosto che la serie dei romanzi più noti. 

## Trama
Pepe è stato ingaggiato a forza dal Comitato Olimpico Internazionale mentre, chiuso in isolamento nella sua casa di Vallvidrera, cercava proprio di sfuggire al caos delle Olimpiadi. 
Molti partecipanti all'evento stanno scomparendo, alcuni atleti bianchi stanno facendo cure per diventare neri, attrezzature sportive automatiche vagano pericolosamente per Barcellona, vecchi regimi e lontane rivoluzioni tornano di moda, sosia e false generalità si confondono; c'è veramente un complotto volto a sabotare l'evento olimpico?
Durante le indagini Pepe sembra trovare una traccia, ma l'unica testimone (una culturista serba sedicente figlia di Tito) fuggirà con Arnold Schwarzenegger, il presidente degli Stati Uniti Bush sta per far radere al suolo Barcellona confondendola con Baghdad, la principessa Anna d’Inghilterra si innamora di un orribile politico spagnolo e il Papa polacco si aggira per la città olimpica travestito da lanciatrice di giavellotto.